# هيئة المسح الأثري الهندي
هيئة المسح الأثري في الهند (ASI) (بالأردية: آرکیالوجیکل سروے آف انڈیا، بالإنجليزية: Archaeological Survey of India (ASI)): هي وكالة حكومية هندية مسؤولة عن البحث الأثري والحفاظ على المعالم التاريخية الثقافية في البلاد. تأسست في 1861 على يد ألكسندر كانينغهام في عهد الراج البريطاني والذي أصبح أيضًا أول مدير عام لها.